# Kuwaa
Die Kuwaa-Sprache, auch bekannt als Belle, Belleh, Kowaao und Kwaa, ist eine Krusprache, die in Nordwest-Liberia primär im Lofa County gesprochen wird.
Sie zählt zur Sprachfamilie der Niger-Kongo-Sprachen. Der Sprechweise der zwei diese Sprache sprechenden Kuwaa-Clans, Lubaisu und Gbade, unterscheidet sich nur durch kleinere Variationen in der Aussprache.
Im Jahre 1991 wurde das Kuwaa noch von 12.800 Personen gesprochen.